# موريس غيب
موريس جيب (بالإنجليزية: Maurice Gibb)‏
(و. 22 ديسمبر 1949 – ت. 12 يناير 2003) موسيقي ومغني ومؤلف كلمات. ولد في جزيرة مان من أبوين إنجليز، الأخ التوءم لروبن غيب والأخ الأصغر لباري جيب، يعرف كعضو في الغناء وكتابة الأغاني في الفريق المكون من ثلاث أعضاء البي جيز، الذي تشكل مع أخويه. أخوهم الاصغر أندي جيب كان مغني صولو شهير. الثلاثة أخوة بدءوا في إنجلترا ثم انتقلوا إلى أستراليا وحققوا نجاحا كبير حين عادوا إلى إنجلترا. أصبح البي جيز أنجح فرق البوب من ذلك الحين.
انضم موريس في الفريق الأول الراتلسنيكس الذي تكون في مانشستر في إنجلترا مع أخويه باري وروبن والاصدقاء بول فروست وكيني هوروكس لكن أصبح وي جوني هيز ثم بلو كاتس وأخيرا البي جيز عام 1958 حين انتقلت أسرة جيب لأستراليا.

## حياته الأولى 1949-1957
ولد باسم موريس إرسنت جيب من باربرا وهيو جيب (توفي 1992) في جزيرة مان، كان جيب الأخ التوءم الشقيق لروبن غيب وأصغر الاثنين ب35 دقيقة. كان رابع طفل من خمسة فلديه الأخت الأكبر ليزلي جيب وثلاثة أخوة باري غيب والتوءم روبن غيب وأندي جيب.
عام 1955 انتقلت الأسرة إلى شورلتون كام هاردي في مانشستر في إنجلترا وعام 1955 شكلوا فريق يدعى راتل سنيكس مع باري على الجيتار وبول فروست على الدرامز وكيني هوروكس على الباص وروبن وموريس في الغناء الدور الرئيسي. الظهور الأول لفريق راتلسنيكس كان في 28 ديسمر 1957 نحو الساعة 11:10 صباحا في بداية أغسطس 1958، انتقلوا إلى بريزبان في أستراليا حيث استقروا في واحدة من أفقر ضواحي المدينة، كريب أيلند، التي ازيلت لاحقا ليشيد عليها مطار بريزبان.

### فترة عمله مع فريق البي جيز 1958-2003

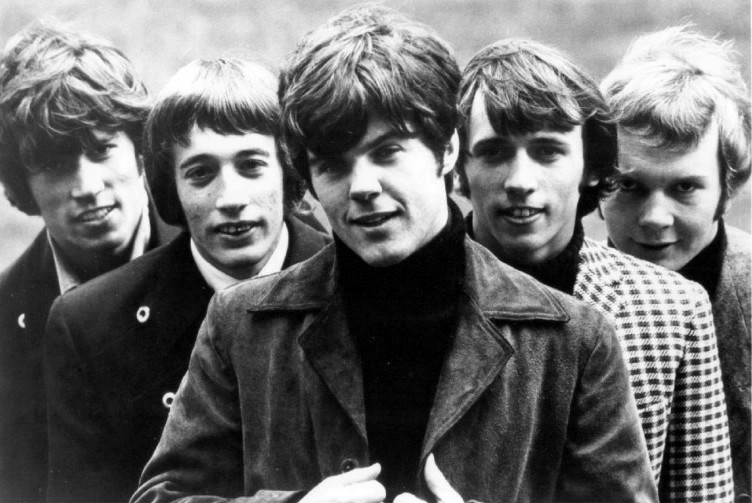
البي جيز عام 1967.

في عام 1963، كان الأخوة جيب يغنون في الخلفية في أغنية جودي ستون it Takes a Lot (To Make Me Cry)، التي اطلقت كأغنية سنجل في يوليو 1963، أغنية جوني ديفلين Stomp the Tumbarumba التي أطلقها كسنجل في نوفمبر 1963، واغنية جيمي هنان "Beach Ball", "You Gotta Have Love و"You Make Me Happy" و"Hokey Pokey". في عام 1964 غنى الأخوة جيب في الخلفية في أغنية جوني ديلفن "Blue Suede Shoes" و"Whole Lot of Shakin' Going On". أول أغنية نسبت لموريس كعازف جيتار هي "Claustrophobia" مع أغنية "Could It Be" التي اطلقت كسنجل في أغسطس 1964. أول أغنية عزف فيها موريس الأرغن هي House Without Windows" لتريفور جوردن، واغنية "And I'll Be Happy"، وهما عملين ألف موسيقاهم باري جيب ونسبت لألبوم "تريفور جوردن والبي جيز"، صدرت كأغنية سنجل في يناير 1965. في عام 1966 أول أغنية كتبها كانت "All by Myself" وسجلت في جلسات البوم Spicks and Specks من يونيو حتى يوليو 1966، ونسب له عزف الجيتار، كان موريس يعزف الجيتار الكهربائي ذا ال12 وتر، والباص والبيانو والهارمونيكا والماركاس في أغاني بيب اديسون "Hey" و"Young Man's Fancy"، التي صدرت في أغسطس 1966. وعزف الجيتار والباص والبيانو في أغاني ساندي سامرز "Messin' Around" و"A Girl Needs to Love". كما عزف الجيتار والباص والبيانو في أغاني آن شيلتون Talk to Me" و"I Miss You"، التي صدرت كسنجل أيضا في أغسطس. عزف البيانو في أغاني أبريل بريون "He's a Thief" و"A Long Time Ago".

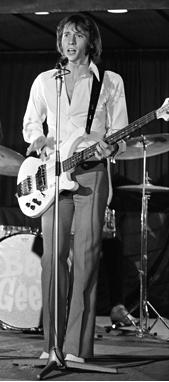
موريس غيب 1968

قبل مارس 1967 عمل البي جيز مع بيلي جي كريمر في تسجيل town of tuxley toymaker, part 1. في نفس الوقت انضم كولين بيترسن وفينس ميلوني للبي جيز. في منتصف 1967 صدر البوم Bee Gees' Ist. امتدح النقاد الالبوم وكانوا يقارنوه مع البوم البيتلز sgt. Pepper's Lonely Hearts Club Band الذي صدر قبل ذلك بعدة اسابيع. بروس ايدار وصف عزف موريس على الميلوترون في أغنية Every christian lion hearted man will show you بانه قريب من روح فريق «مودي بلوز» وافتتاحية بترتيل جريجوري. الأغنية الأولى للفريق في إنجلترا massachusetts صدرت عام 1967. في أوائل 1968، صدر البوم horizontal. في أغسطس 1968 اصدر فريق «ماربلز» أول أغنية ناجحة only one woman أغنية تعاون في كتابتها مع موريس. في منتصف 1968، ثالث البوم ناجح دولي idea تضمن أغنية kitty can التي قدم فيها موريس هارموني مرتفع مع باري يغني الهارموني المنخفض. في أوائل 1969 odessa الذي يقدم الغناء الصولو لموريس في أغاني suddenly وI laugh in your face. في 1 ديسمبر 1969، أعلن موريس وباري عن انفصال فريق البي جيز. في سبتمبر 1986، بدأ البي جيز في كتابة وتسجيل أغاني البوهم القادم E.S.P.
أطلق البي جيز البومهم رقم 23 This Is Where I Came وتضمن اغانيه الخاصة "Walking on Air" و"Man in the Middle".

## المشروعات الصولو ومشروعاته خارج الفريق
نحو عام 1969، عمل موريس مع جاره نجم البيتلز رينجو ستار في أغنية Modulating Maurice لكن لم تصدر. في 19 مارس 1969 نفس يوم اعلان روبن خططه في العمل كفنان صولو، سجل موريس مع فرقته ولاحقا أطلق أغنية tomorrow tomorrow عزف موريس البيانو في أغنية saved by the bell وايضا عزف الباص في أغنية mother and jack ادا روبن كلتي الاغنيتين في أول البوم صولو له.

## الأغاني التي اداها كمطرب أساسي في تسجيلات البي جيز
- "Where Are You?" (1966)
- "Suddenly" (1969)
- "My Thing" (1970)
- "All by Myself  [لغات أخرى]‏" (1970)
- "Lonely Winter" (1970)
- "Lay It on Me  [لغات أخرى]‏" (1970)
- "Trafalgar" (1971)
- "It's Just The Way" (1971)
- "Country Woman" (1971)
- "On Time  [لغات أخرى]‏" (1972)
- "You Know It's For You" (1972)
- "Elisa" [one verse] (1973)
- "Baby As You Turn Away" [chorus] (1975)
- "Wildflower" (1981)
- "Overnight" (1987)
- "House of Shame" (1989)
- "Dimensions" (1991)
- "Omega Man" (1993)
- "Above and Beyond" (1993)
- "Closer Than Close" (1997)
- "Love Never Dies" [Bridge] (1997)
- "Walking on Air" (2001)
- "Man in the Middle" (2001)

## التسجيلات
ألبومات
- 1970: The Loner  [لغات أخرى]‏ (unreleased)
- 1981: Strings and Things (unreleased)
- 1984: A Breed Apart (soundtrack)

سنجل:
- 1970: "Railroad"
- 1984: "Hold Her in Your Hand"
- 2001: "The Bridge", on Mythology (Disc 3 - Maurice)  [لغات أخرى]‏

أغاني الأفلام
- 1984: A Breed Apart, included several versions of the songs, "Hold Her In Your Hand" and "On Time".

Musicals
- 1970: Sing a Rude Song

إنتاج
- 1970: Tin Tin  [لغات أخرى]‏; Tin Tin  [لغات أخرى]‏.[5]
- 1971: Tin Tin  [لغات أخرى]‏; Astral Taxi.
- 1979: Osmonds؛ Steppin' Out.
- 1986: Carola؛ Runaway.
- 2005: MEG

## روابط خارجية
- موريس غيب على موقع IMDb (الإنجليزية)
- موريس غيب على موقع ميوزك برينز (الإنجليزية)
- موريس غيب على موقع رولينغ ستون (الإنجليزية)
- موريس غيب على موقع قاعدة بيانات برودواي على الإنترنت (الإنجليزية)
- موريس غيب على موقع قاعدة بيانات برودواي على الإنترنت (الإنجليزية)
- موريس غيب على موقع إن إن دي بي (الإنجليزية)
- موريس غيب على موقع أول ميوزيك (الإنجليزية)
- موريس غيب على موقع ديسكوغز (الإنجليزية)
- موريس غيب على موقع قاعدة بيانات الفيلم (الإنجليزية)
- Who Do You Think You Are? - Gibb Family History